# МАВЕН
МАВЕН (на английски: MAVEN – акроним от Mars Atmosphere and Volatile EvolutioN) е космическа сонда, проектирана да изучва марсианската атмосфера, докато обикаля около Марс. МАВЕН трябва да помогне да се определи какво е причинило загубата на атмосфера и вода на планетата, което е направило марсианския климат непригоден за живот.
Космическият апарат е успешно изстрелян с ракета носител Атлас V на 18 ноември 2013 г. След първото изгаряне на втория ракетен ускорител Центавър, апаратът е поставен в ниска земна орбита за 27 минути преди второто петминутно изгаряне, което изпраща МАВЕН в хелиоцентрична орбита към Марс.

## История
На 8 януари 2007 две предложения за мисия са избрани като финалисти. Прегледът на предложенията е насрочен за август 2008, а оценката и избирането – за декември 2008. НАСА обявява на 21 декември 2007, че изстрелването на апарата, първоначално планирано за 2011, е променено поради организационни конфликти на интереси. Изстрелването е извършено на 18 ноември 2013 г. Тази мисия първоначално е планирана да бъде „двойна“, като бъдат изпратени две научни единици, но НАСА спонсорира само една мисия.
На 2 август 2013 г. космическият апарат пристига в Космически център „Джон Ф. Кенеди“, щата Флорида, за да бъдат извършени приготвления за изстрелването. НАСА определя изстрелването да бъде извършено от авиобаза „Кейп Канаверъл“ на 18 ноември същата година с ракета носител Атлас V. По план сондата трябва да достигне Марс през септември 2014 г., почти по същото време, по което трябва да пристигне индийската сонда Марс Орбитър Мишън.
На 1 октомври, само 9 седмици преди датата на изстрелване, американското правителство изпада в правителствена криза и спира да работи, което води до преустановяване на работа по мисията за 2 дни и заплашва да забави изстрелването с 26 месеца. Ако изстрелването се забави след 7 декември, НАСА няма да може да използва прозореца за изстрелване предвиден първоначално. Няколко дни по-късно НАСА дава извънредно изявление, в което казва, че МАВЕН е важен за комуникацията с марсоходите Опъртюнити и Кюриосити. Спешно е ауторизирано финансирането на изстрелването, за да може то да бъде извършено по план.

## Цели на мисията
Релефни особености, които напомнят сухи речни корита и откриването на минерали, които се формират при наличие на вода сочат, че Марс в миналото е имал плътна атмосфера и е бил достатъчно топъл, за да може по повърхността му да тече вода. Учените смятат, че в продължение на милиони години марсианското ядро се е охладило, а магнитно поле е отслабнало, което е позволило на слънчевия вятър да отнесе 99% от марсианската атмосфера, заедно с водата и други летливи съставки.
МАВЕН трябва да определи историята на процеса на загуба на атмосферни газове в Космоса, за да се появят отговорите за еволюцията на марсианския климат. Според измерванията колко бързо атмосферата изчезва в Космоса и какви са процесите за това, учените могат да заключат как еволюира марсианската атмосфера. МАВЕН има четири основни цели:
1. Определяне на ролята, която са изиграли загубата на летливи вещества от марсианската атмосфера към Космоса
2. Определяне на сегашното състаяние на горната част на атмосферата, йоносферата и влиянието на слънчевия вятър
3. Определяне на сегашните нива на изгубване на газове и йони от атмосферата към Космоса и процесите, които ги контролират
4. Определяне на съотношението на стабилни изотопи в марсианската атмосфера[11]

МАВЕН достига Марс на 22 септември 2014 г. и е вкаран в елиптична орбита между 6200 км и 150 км над повърхността на планетата. Планът е дотогава анализаторът за проби на марсохода Кюриосити да е направил подробни измервания на повърхността на кратера Гейл, които да спомогнат тълкуването на измерванията, които МАВЕН прави в горния слой на атмосферата. Тези измервания трябва да осигурят допълнително информация, с която да се тестват модели за формирането на метан на Марс.

## Преглед на конструкцията
МАВЕН е конструиран и тестван от Локхийд Мартин Спейс Систъмс, а конструкцията му е базирана на тази на Марс Риконисънс Орбитър и Марс Одисий. Орбиталният апарат има кубична форма с размери 2,3 m × 2,3 m × 2 m височина, с 2 слънчеви панела с магнитометри прикрепени в двата им края. Цялата дължина на сондата е 37,5 m. Телекомуникационо оборудване е осигурено от JPL, като обмена на данни се предава със скорост 10 Mbit/s.